# Kotijärvi (Gällivare socken, Lappland, 747989-170210)
Kotijärvi är en sjö i Gällivare kommun i Lappland och ingår i Kalixälvens huvudavrinningsområde. Sjön har en area på 0,518 kvadratkilometer och ligger 563,9 meter över havet. Kotijärvi ligger i Lina fjällurskog Natura 2000-område. Sjön avvattnas av vattendraget Veikijoki.

## Delavrinningsområde
Kotijärvi ingår i det delavrinningsområde (748141-170170) som SMHI kallar för Utloppet av Kotijärvi. Medelhöjden är 602 meter över havet och ytan är 6,58 kvadratkilometer. Det finns ett avrinningsområde uppströms, och räknas det in blir den ackumulerade arean 21,04 kvadratkilometer. Veikijoki som avvattnar avrinningsområdet har biflödesordning 3, vilket innebär att vattnet flödar genom totalt 3 vattendrag innan det når havet efter 255 kilometer. Avrinningsområdet består mestadels av skog (58 procent), sankmarker (14 procent) och kalfjäll (15 procent). Avrinningsområdet har 0,52 kvadratkilometer vattenytor vilket ger det en sjöprocent på 7,9 procent.